# Kläppsjön, Jämtland
Kläppsjön är en sjö i Bergs kommun i Jämtland och ingår i Indalsälvens huvudavrinningsområde. Sjön har en area på 0,292 kvadratkilometer och ligger 438,1 meter över havet.

## Delavrinningsområde
Kläppsjön ingår i det delavrinningsområde (695271-143533) som SMHI kallar för Utloppet av Stor-Backsjön. Medelhöjden är 451 meter över havet och ytan är 17,75 kvadratkilometer. Räknas de 4 avrinningsområdena uppströms in blir den ackumulerade arean 55,18 kvadratkilometer. Svenstaån som avvattnar avrinningsområdet har biflödesordning 2, vilket innebär att vattnet flödar genom totalt 2 vattendrag innan det når havet efter 307 kilometer. Avrinningsområdet består mestadels av skog (58 procent) och sankmarker (24 procent). Avrinningsområdet har 2,39 kvadratkilometer vattenytor vilket ger det en sjöprocent på 13,4 procent.